# Procés de cerca d'informació de Kuhlthau
El procés de cerca d'informació -PCI- (Information search process -ISP) és el procés de sis etapes en què s'estructura el comportament de cerca d'informació en Biblioteconomia i Documentació, des de la perspectiva de l'usuari. Va ser suggerit per primera vegada per Carol Kuhlthau el 1991.

## Introducció
El model de sis etapes del PCI (ISP) té en compte tres dominis de l'experiència de l'usuari: l'afectiu (sentiments), el cognitiu (pensaments) i el físic (accions). Aquests tres dominis són presents a cada una de les etapes del procés de cerca de la informació. El PCI (ISP) és el resultat de més de dues dècades d'investigació empírica en l'àmbit de les biblioteques acadèmiques. Es basa en una teoria constructiva de l'aprenentatge (Teoria dels constructes personals de George Kelly), on l'usuari progressa des de la incertesa fins al coneixement. Aquests estudis van ser dels primers a investigar els aspectes afectius o sentiments en el procés de cerca d'informació, juntament amb els aspectes cognitius i físics. Una de les troballes importants d'aquesta investigació va ser el descobriment d'un fort augment de la incertesa i la disminució de la confiança després d'haver-se iniciat la recerca.
L'experiència influeix en les decisions i opcions que una persona fa al llarg del procés de cerca d'informació.

## Etapes

### Etapa 1: Iniciació
Durant la primera etapa, iniciació, el cercador d'informació reconeix la necessitat de nova informació per tal de completar una tasca. Com més es pensa en el tema, més es discuteix amb d'altres i es converteix en una pluja d'idees (domini físic). Aquesta etapa del procés de cerca d'informació és ple de sentiments d'aprensió i incertesa.(domini afectiu). La tasca és reconèixer la necessitat d'informació, l'usuari se centra en la contemplació del problema i en la comprensió de la tasca de recerca amb relació a l'experiència i el coneixement personal (domini cognitiu).

### Etapa 2: Selecció
A la segona etapa, selecció, es comença a decidir quin tema serà investigat i com s'haurà de procedir. Es comença a recuperar informació i la incertesa associada a la primera etapa va desapareixent mentre és substituïda per un sentiment d'optimisme (domini afectiu). El domini cognitiu, d'aquesta segona etapa, se centra a contraposar el ventall d'opcions possibles amb els criteris dels requisits de la recerca (“tasca”: què estic tractant aconseguir?, “temps”: quant de temps tinc?; “interès”: què trobo personalment interessant?, “disponibilitat”: quina informació està disponible per a mi?). L'usuari selecciona l'enfocament que considera que té major potencial per a l'èxit. Les accions de l'etapa de selecció (domini físic) són, per exemple, parlar amb els altres, fer una recerca preliminar de la informació disponible i fer un escaneig per obtenir una visió general.

### Etapa 3: Exploració
A la tercera etapa, exploració, es recull informació sobre el tema escollit i es crea un nou coneixement personal. Hi ha un esforç per trobar nova informació i situar-la dins del coneixement que ja es té del tema. En aquesta etapa, poden tornar els sentiments d'ansietat si la informació que el cercador d'informació aconsegueix és inconsistent o incompatible. L'exploració es considera l'etapa més difícil en el PCI (ISP) en quant la informació trobada pot augmentar la incertesa i provocar una manca de confiança.

### Etapa 4: Formulació
Durant la quarta etapa, formulació, el sol·licitant d'informació comença a avaluar la informació recopilada. En aquest punt, l'usuari comença a adquirir una perspectiva enfocada i no sent tanta confusió i incertesa com en etapes anteriors. Es considera la formulació com l'etapa més important del procés. La formulació és l'etapa més important del procés. L'usuari és capaç de formular el tema personalitzat a partir de la informació general recollida en l'etapa d'exploració.

### Etapa 5: Recol·lecció
A la cinquena etapa, recol·lecció, ja se sap el que fa falta per enfocar la cerca. Ara la cerca ja es presenta amb un tema personalitzat, clarament enfocat i, per tant, el cercador d'informació experimentarà un major interès, un augment de la confiança i que està tenint èxit en la cerca. La tasca és reunir informació relacionada amb el tema enfocat. Els pensaments se centren a definir, ampliar i donar suport a l'enfocament i les accions impliquen la selecció de la informació rellevant per a la perspectiva enfocada.

### Etapa 6: Presentació
A la sisena i última etapa, presentació, s'ha completat la recerca d'informació. Ara, el cercador d'informació resumirà i farà l'informe de la informació que ha trobat durant el procés. El cercador d'informació experimentarà una sensació d'alleujament i, depenent dels resultats de la seva cerca, de satisfacció o decepció.

## Taula resum
| Etapes del PRI | Domini afectiu                  | Domini cognitiu                                                         | Domini físic                                            | Tasca       |
| -------------- | ------------------------------- | ----------------------------------------------------------------------- | ------------------------------------------------------- | ----------- |
| INICIACIÓ      | Incertesa                       | Contemplació i comprensió del problema                                  | Pluja d'idees, recerca bàsica d'informació              | Reconèixer  |
| SELECCIÓ       | Optimisme                       | Consideració dels interessos personals i dels requeriments del projecte | Escaneig de la informació per obtenir una visió general | Identificar |
| EXPLORACIÓ     | Confusió, incertesa, frustració | Actualització del coneixement personal previ                            | Recerca exhaustiva d'informació                         | Investigar  |
| FORMULACIÓ     | Claredat, confiança             | Adquisició d'una perspectiva enfocada                                   | Avaluació de la informació recopilada                   | Formular    |
| RECOL·LECCIÓ   | Orientació                      | Increment de l'interès                                                  | Recerca d'informació precisa                            | Recollir    |
| TANCAMENT      | Satisfacció o decepció          | Assumpció dels aspectes objecte de la recerca                           | Resum i presentació dels resultats                      | Completar   |

Font: Carol C. Kuhlthau. Inside the search process: information seeking from the user's perspective. Journal of the American Society for Information Science